# 德比教區
聖公會德比教區（英語：Diocese of Derby）是英格蘭教會坎特伯雷教省下面的一個教區。成立於1927年7月7日。
轄區包括德比郡全郡，座堂是德比座堂，現任主教為阿勒斯特·萊德芬。下分一個副主教區、兩個會吏長區及十六個會吏區，管理225個堂區。